# Janssensantus inexpectatus
Janssensantus inexpectatus är en skalbaggsart som beskrevs av Renaud Maurice Adrien Paulian 1976. Janssensantus inexpectatus ingår i släktet Janssensantus och familjen bladhorningar. Inga underarter finns listade i Catalogue of Life.